# José Alves
José Alves (Salvador, 10 de agosto de 1934-São Paulo, 19 de enero de 2021), también conocido como Zague o "El lobo solitario", fue un futbolista brasileño. 

## Carrera deportiva
Comenzó su carrera en Brasil con el Botafogo Sport Club, posteriormente jugó en el Sport Club Corinthians Paulista, y en el Santos Futebol Clube en Brasil. Fue traído al Club América de México por Emilio Azcárraga Milmo junto con el jugador Francisco Moacyr Santos. Su última temporada en el fútbol mexicano la jugó con los Tiburones Rojos del Veracruz. Es padre del también exjugador mexicano Luis Roberto Alves. Destaca en la historia del Club América, como el cuarto máximo anotador con 109 goles, siendo el primero entre los jugadores de origen extranjero.

## Palmarés

### Como jugador
| Título           | Club    | País   | Año     |
| ---------------- | ------- | ------ | ------- |
| Copa México      | América | México | 1963-64 |
| Copa México      | América | México | 1964-65 |
| Primera División | América | México | 1965-66 |

### Distinciones individuales
| Distinción                                                   | Año     |
| ------------------------------------------------------------ | ------- |
| Campeón de goleo individual de la Primera División de México | 1965-66 |